# Elsa Frazão Mateus
Elsa Frazão Mateus (Portugal), é uma antropóloga portuguesa que em 2015, foi nomeada presidente da Presidente da direção da Liga Portuguesa Contra as Doenças Reumáticas. Foi galardoada com a Medalha de Mérito Científico pelo Ministério da Ciência, Tecnologia e Ensino Superior português em 2020.

## Percurso
Elsa Frazão Mateus foi diagnosticada com Artrite Crónica Juvenil quando tinha 5 anos e esta doença marcou o seu percurso, tendo-se destacado ao defender que os pacientes devem estar envolvidos nos processos de tomada de decisão, nomeadamente definir critérios de qualidade para os serviços de saúde, com base nos beneficios obtidos por estes nos cuidados que lhes são prestados. 
Licenciada em antropologia pela Faculdade de Ciências Sociais e Humanas da Universidade Nova de Lisboa, obteve o doutoramento em antropologia da saúde em 2015 no Instituto de Ciências Sociais da Universidade de Lisboa. 
Em 2015, foi nomeada presidente da Presidente da direção da Liga Portuguesa Contra as Doenças Reumáticas, releita em 2019. No mesmo ano também foi nomeada presidente da secção portuguesa da EUPATI (Academia Europeia de Doentes sobre Inovação Terapêutica). 

## Reconhecimento
O Ministério da Ciência, Tecnologia e Ensino Superior, distinguiu-a com a Medalha de Mérito Científico em 2020. 

## Ligações Externas
- Elsa Mateus Frazão - Participação e envolvimento dos doentes
- Elsa Frazão no 21º Annual European Congress of Rheumatology: O papel das associações de doentes no contexto da pandemia de COVID-19